# Statfold Barn Railway
| Tag der offenen Tür 2013: Mallet Jatibarang No 9 von Arnold Jung und Harrogate von Peckett & Sons                                                                        |                            |                                  |                             |
| OpenStreetMap der Statfold Barn Railway |                            |                                  |                             |
| Streckenlänge: | 2,4 km                     |                                  |                             |
| Spurweite: | 610 mm, 762 mm und 1435 mm |                                  |                             |
| |                            |                                  |                             |
| \| \| \| Wendeschleife \| \| \| \| 'Oak Tree Halt' (Ausweichstelle) \| \| \| \| 'Grain Store' (Lokschuppen) \| \| \| \| 'Garden Railway' (610 mm) \| \| \| \| Bahnhof \| |                            |                                  |                             |
| |                            | Wendeschleife                    |                             |
| |                            | 'Oak Tree Halt' (Ausweichstelle) |                             |
| Abzweig geradeaus und von links |                            | 'Grain Store' (Lokschuppen)      | 'Grain Store' (Lokschuppen) |
| Abzweig geradeaus und nach links |                            | 'Garden Railway' (610 mm)        | 'Garden Railway' (610 mm)   |
| Kopfbahnhof Streckenende |                            | Bahnhof                          | Bahnhof                     |

Die Statfold Barn Railway ist eine Park- und Museumseisenbahn bei Tamworth in Staffordshire mit drei unterschiedlichen Spurweiten: 610 mm (2 Fuß), 762 mm (2 Fuß 6 Zoll) und 1.435 mm (Normalspur, 4 Fuß 8½ Zoll). Sie ist im Privatbesitz von Graham Lee, dem früheren Geschäftsführer von LH Group Services Ltd, die 2005 die Überreste der Hunslet Engine Company gekauft haben.
Auf der Bahn findet kein öffentlicher Betrieb statt, sie kann aber bei den mehrmals im Jahr stattfindenden Enthusiast Days besucht werden.

## Streckenverlauf
Die etwa 2,4 km lange Feldbahn (Field Railway) nimmt ihren Ausgang an einem Kopfbahnhof und fährt auf einem Dreischienengleis mit 610 mm und 762 mm Spurweite, das in einer Wendeschleife endet. Am Haltepunkt Oak Tree Halt auf halber Strecke gibt es eine Ausweichstelle und eine Abzweigung zu einer Abstellhalle in einem ehemaligen Getreidespeicher („Grain Store“) mit einer Drehscheibe im Inneren. Am Ausgangspunkt gibt es einen weiteren, als Gartenbahn' (Garden Railway) bezeichneten Kreis von ausschließlich 610 mm Spurweite um einen Teich, der zugleich älteste Teil der Anlage.
Das betriebliche Zentrum ist der Lokschuppen und die Werkstätte am Ausgangspunkt, in der Lokomotiven gewartet und generalüberholt werden und die in einer umgebauten Scheune untergebracht ist. Der Schuppen hat ein Vierschienengleis für die drei Spurweiten, das in einen normalspurigen Gleisanschluss übergeht und dann die Feldbahn kreuzt, von wo aus ein kurzes Abstellgleis in ein Feld führt.

## Rollmaterial
Im März 2010 gab es auf der Statfold Barn Railway etwa 51 Lokomotiven in unterschiedlichen Erhaltungszuständen. Betriebsfähige Lokomotiven kommen immer wieder als Gastlokomotiven auf anderen Bahnen zum Einsatz, so z. B. die Jung-Mallet Jatibarang No. 9 im April 2011 auf der Welsh Highland Railway. Mehrere Personen- und Güterwagen ermöglichen eine abwechslungsreiche Zugbildung an den Besuchstagen.

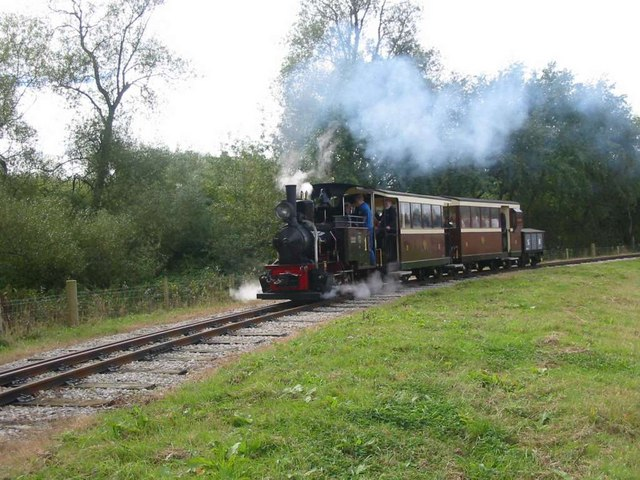
Dreischienengleis mit 610 mm und 762 mm Spurweite
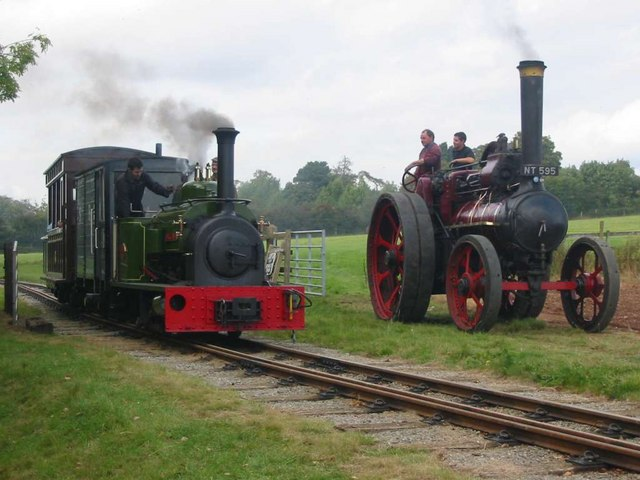
Jack Lane von Hunslet und Lokomobil von Marshall
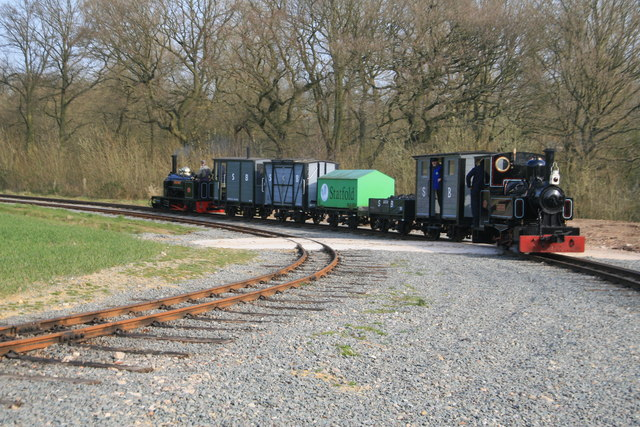
Vorne Marchlyn von Avonside und hinten Sybil Mary von Hunslet
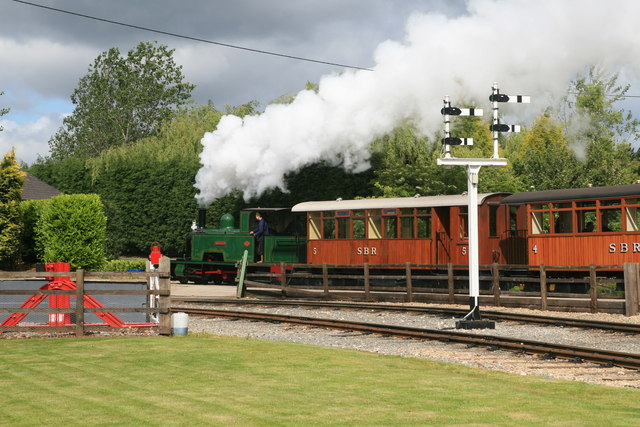
Isibutu von W. G. Bagnall
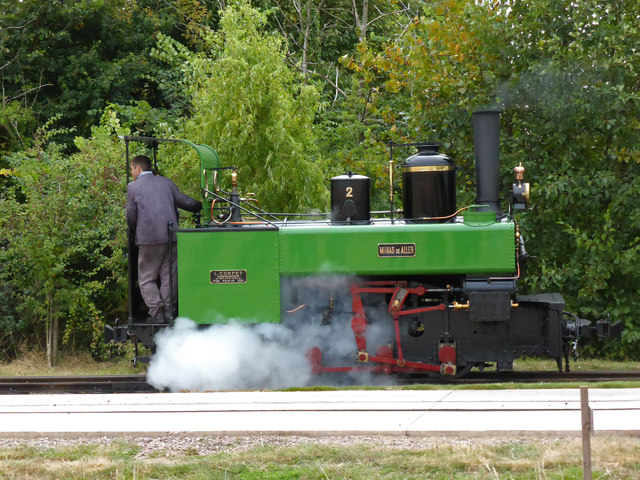
Minas de Aller No. 2 von Corpet in Paris
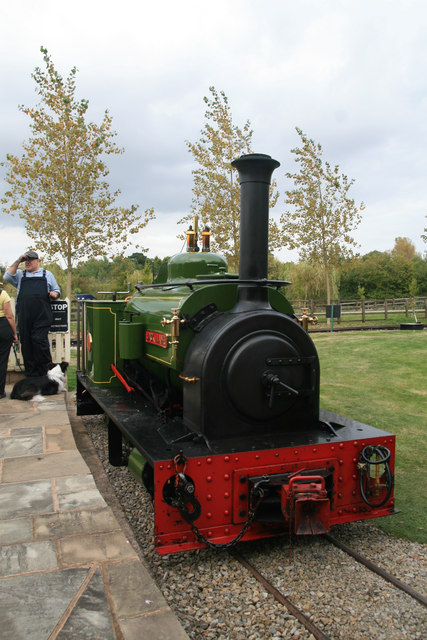
Hunslet
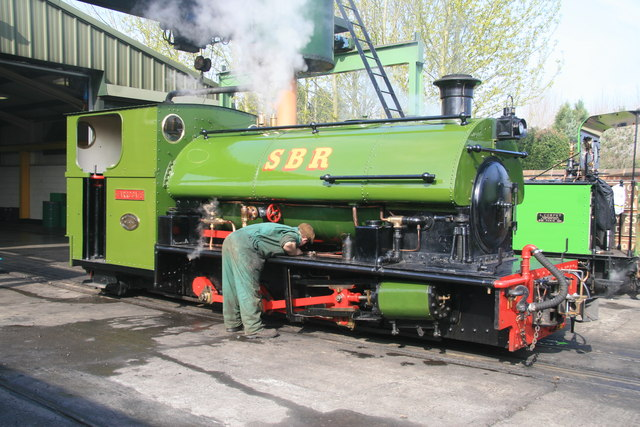
Harrogate der Harrogate Gas Works von Peckett & Sons